# 遊佐高清
遊佐 高清（ゆさ たかきよ）は、戦国時代の武将。尾州畠山氏の家臣。

## 略歴
河内・紀伊の守護である畠山高政・秋高の有力内衆。
尾州畠山氏では、永禄6年（1563年）頃に河内守護代家の遊佐信教が成人すると、その父・長教の頃と同様、守護家と河内守護代家による重層的な領国支配体制が見られるようになり、高清は守護系内衆として活動した。
永禄5年（1562年）、畠山氏は河内の大部分を三好氏に奪われたものの、南河内の一部は維持しており、永禄8年（1565年）10月、高清は同じ守護系内衆の丹下遠隆とともに南河内の金剛寺に宛て連署状を出していた。永禄12年（1569年）4月には、紀伊守護代とみられる遊佐盛や三宅智宣とともに金剛峰寺宛の連署折紙を発給した。